# المشاغبون في الجيش (فلم)
المشاغبون في الجيش هو فيلم كوميدي مصري من إخراج نيازي مصطفى وبطولة سعيد صالح، سمير غانم ويونس شلبي، صدر الفيلم في 5 سبتمبر 1984.

## نبذه
مدحت ويسري وعصفور ثلاثة أصدقاء، يهملون دراستهم ويعيشون في ضياع رغم محاولة آبائهم إصلاحهم دون جدوى، يتم إستدعائهم للخدمة العسكرية، فتتحول حياتهم إلى الجدية وتحمل المسئولية، وفي إجازة يقضونها بالحي الذي يعيشون فيه، يساعدون رجال الشرطة في القبض على رئيس عصابة يدعى أبو جبل يفرض الأتاوات على أهل الحي.

## طاقم العمل
- سعيد صالح بدور يسري
- سمير غانم بدور مدحت
- يونس شلبي بدور عصفور

## وصلات خارجية
- مقالات تستعمل روابط فنية بلا صلة مع ويكي بيانات